# Inspirar Health Tech
Inspirar Health Tech o Projeto Inspirar es un fabricante brasileño de respiradores artificiales fundado en 2020 en la ciudad Belo Horizonte, estado Minas Gerais. Inspirar Health Tech es una compañía subsidiaria de TACOM.

## Historia
La empresa fue creada con la necesidad de contribuir y minimizar el colapso esperado del sistema de salud causado por la escasez de ventiladores mecánicos durante la pandemia de COVID-19 en Brasil. Gracias al esfuerzo de un gran equipo de ingenieros, médicos, fisioterapeutas y con el apoyo de varias empresas, organizaciones y voluntarios, el proyecto se desarrolló en muy poco tiempo.
Projeto Inspirar incluye la fabricación y suministro de más de 4000 equipos, 1600 equipos fabricados y donados, cientos de hospitales equipados.

## Producto
El VI-C19 es un ventilador desarrollado en un tiempo récord (45 días) para uso en ambulancias o condiciones hospitalarios.
El ventilador VI-C19 tiene tres modos de ventilación invasiva: VCP (ventilación controlada por presión), VCV (ventilación controlada por volumen) y PSP (ventilación con soporte de presión), así como cinco modos de ventilación no invasivos: CPAP, PSV, BILEVEL, SIMV, APRV.
USEAR
Esto permite que los ventiladores funcionen con aire a baja presión, y el exclusivo sistema de extracción por vacío aísla el aire ambiental del aire exhalado por el paciente, lo que reduce el riesgo de infección para otros pacientes y trabajadores sanitarios.
El VI-C19 también puede funcionar con las redes de aire de alta presión existentes en el hospital, lo que facilita su implementación en lugares donde estas redes ya están instaladas.
Tiene tres niveles de control y monitorización;
— Control individual del ventilador mecánico, donde esté instalado, para monitorizar al paciente in situ.
- El Centro de Control y Monitoreo (CCM) es una infraestructura que permite controlar de forma remota todos los equipos mediante monitores de 55 pulgadas, así como visualizar alarmas y alertas clínicas para cada ventilador VI-C19 en funcionamiento. Esta infraestructura permite a los profesionales de la salud controlar de forma centralizada los parámetros de varios ventiladores mecánicos en funcionamiento, lo que permite una atención al paciente más rápida y eficiente.
- El Centro de Control de Tecnología (CCT) es una infraestructura centralizada que permite controlar los ventiladores utilizados en las distintos lugares. Cada ventilador VI-C19 está equipado con un chip de comunicación de datos móviles, lo que permite que el centro de monitoreo inspire controle el funcionamiento de todos los equipos de ambulancia.

## Especificaciones de VI-C19
- Modos de funcionamiento: invasivo y no invasivo

- Invasivo: PCV, VCV, PSV

- No invasivos: CPAP, PSV, BILEVEL, SIMV, APRV

- Con presión ajustable y volumen ajustable

- Presión de soporte: rango 5-30 cmH2O

- PEEP: rango 0-40 cmH2O (1 paso)

- Presión máxima: 55 cmH2O

- La relación de inhalación: exhalación: 1:2 (ajustable en el rango de 1:1 a 1:10)

- Pantalla gráfica

- Tasa de respiración: 04-50

- Pausa respiratoria

## Certificación
El VI-C19 ha sido 100% aprobado por ANVISA para equipos Clase III.

## TACOM — Empresa matriz
La empresa brasileña, fundada en 1981, se especializa en el desarrollo y producción de sistemas integrados hardware-software y software-hardware de alta tecnología basados en el uso de tarjetas inteligentes. Su producto principal es CITbus para control de acceso y operación de vehículos.